# Myrciaria borinquena
Myrciaria borinquena är en myrtenväxtart som beskrevs av Brother Alain. Myrciaria borinquena ingår i släktet Myrciaria och familjen myrtenväxter.
Artens utbredningsområde är Puerto Rico. Inga underarter finns listade i Catalogue of Life.